# Catalina Palau Costa
Catalina Palau i Costa (Eivissa, 2 d'abril de 1967) és una política eivissenca, diputada al Parlament de les Illes Balears a la IV, V, vi, vii i viii legislatures.
Va fer el batxillerat a l'Institut Santa Maria d'Eivissa i el 1990 es llicencià en filologia hispànica a la Universitat de les Illes Balears. De 1990 a 1991 treballà com a assessora lingüística de llengua catalana del Consell Insular d'Eivissa i Formentera i de 1991 a 1992 com a auxiliar de la conselleria d'Hisenda de les Illes Balears. El 1994 s'afilià a Nuevas Generaciones i fou escollida diputada pel Partido Popular a les eleccions al Parlament de les Illes Balears de 1995 i 1999. De 1995 a 1999 fou consellera d'Esports, Joventut i Medi Ambient del Consell Insular d'Eivissa i Formentera, i de 1999 a 2007 fou membre del Consell Assessor de Radiotelevisió Espanyola de les Illes Balears. Va obtenir novament escó a les eleccions al Parlament de les Illes Balears de 2003, però renuncià a l'escó per exercir de consellera executiva de Joventut i Esports del Consell Insular d'Eivissa i Formentera fins a 2007.
Fou escollida novament diputada a les eleccions al Parlament de les Illes Balears de 2007 i 2011. A les eleccions municipals espanyoles de 2015 va formar part de la llista del Partido Popular a l'ajuntament d'Eivissa en el lloc quinzè.